# 模擬市民4：都會生活
《模擬市民4：都會生活》是《模拟人生4》的資料片，於2016年11月1日在北美發佈。資料片包括三個全新的職業包括：政治家、網紅和評論家。遊戲中還有一個名為「三米舒諾」（San Myshuno）的新世界，主要靈感來自於世界各地的現代大都市，如日本東京都、美國三藩市和紐約市，還具有印度、中國、日本和摩洛哥文化的元素。主題內容包括：公寓、頂層公寓、藝術中心、中央公園、卡拉OK和酒吧該資料片的元素類似於《公寓生活》和《模擬市民3：夜店人生》的主題所組合。

## 玩法
- 新游戏选项和互动：泡泡鼓风机、节日、食品摊位、卡拉OK机、键盘、会说话的厕所、篮球场、講台、壁畫、游戏机和街道画廊
- 节日：跳蚤市场、香料节、浪漫节、幽默和Hijinks节和Geekcon
- 新技能：唱歌
- 新社区：香料市场、艺术区、时尚区和住宅区
- 新维度：Myshuno Meadows
- 新收藏品：海报、雪球和美食
- 新职业：政治家、评论家和網紅
- 公寓[4]

## 音乐
資料片包含以虛構的模擬市民語(Simlish)重新錄製的歌曲，其中包括：
- Stop Desire from the album Love You to Death by Tegan & Sara[5]
- Not What I Needed from the album Teens of Denial by Car Seat Headrest

## 评价
在遊戲 評論網站Metacritic，《模擬市民4：都會生活》根據13條評論得到78分，評論表示「一般良好」。